# László Marosi
László Marosi [ˈlaːsloː ˈmɒroʃi] (* 26. November 1962 in Kisbér) ist ein ehemaliger ungarischer und deutscher Handballspieler.
László Marosi spielte von 1990 bis 2000 beim TBV Lemgo in der Handball-Bundesliga, vorher bei Bányász Tatabánya in der ersten ungarischen Liga. 
Seine größten Erfolge waren:
- Deutscher Meister 1997
- Europapokal der Pokalsieger 1996
- Pokalsieger 1995, 1997

László Marosi warf in 260 Bundesligaspielen 1213 Tore, davon 311 Siebenmetertore. Er spielte 195-mal für Ungarn. 1996 nahm er die deutsche Staatsbürgerschaft an. Er spielte zunächst im linken Rückraum, später (ab 1996) vermehrt auf Linksaußen. Seine Trikotnummer 6 wird beim TBV Lemgo nach seinem Abschied nicht mehr vergeben.
Nach seiner Rückkehr nach Ungarn spielte er zunächst bei Dunaferr SE in Dunaújváros und dann bei Tatabánya KC im nordungarischen Tatabánya. Nach Abschluss seiner aktiven Laufbahn als Spieler ist er inzwischen als Sportdirektor für den Tatabánya KC tätig.